# Fossa di Hikurangi

Nella mappa sono riportate alcune delle più importanti formazioni della Zealandia.

La fossa di Hikurangi è una fossa oceanica situata sul fondale marino dell'Oceano Pacifico a est della costa orientale dell'Isola del Nord, in Nuova Zelanda, fra l'estremità meridionale dello Stretto di Cook e il Chatham Rise.
Sebbene sia molto meno profonda della fossa delle Kermadec, la fossa di Hikurangi ne è considerata il prolungamento meridionale ed è quindi considerata parte integrante della zona di subduzione delle Kermadec-Tonga. In particolare, essa rappresenta la parte della zona di subduzione in cui lo spesso plateau Hikurangi sta subducendo al di sotto della crosta continentale della placca indo-australiana. Differentemente, nella fossa delle Kermadec e nella fossa di Tonga, è la crosta oceanica della placca pacifica che sta subducendo al di sotto della sopracitata placca indo-australiana.
Come detto, la fossa di Hikurangi è meno profonda delle altre fosse più settentrionali ma arriva comunque a profondità di oltre 3000 m ad una distanza di 80 km dalla costa, con un massimo che raggiunge i 3750 m.
All'estremità meridionale della fossa, al largo della costa del Marlborough, il fondale risale molto rapidamente e, a causa delle maree e dei forti venti presenti in quest'area, molte specie animali tipiche delle acque profonde possono essere qui trovate a profondità relativamente basse, cosa particolarmente allettante per le balene, ormai diventate un'attrazione della cittadina costiera di Kaikoura.
Il margine di placca di cui la fossa fa parte continua poi verso sud nell'entroterra dell'Isola del Sud lungo il sistema di faglia Marlborough e la faglia alpina, di fatto trasformandosi da margine convergente in margine trasforme ma continuando comunque a mostrare la presenza di transpressione.